# Mecynoecia proboscidea
Mecynoecia proboscidea is een mosdiertjessoort uit de familie van de Entalophoridae. De wetenschappelijke naam van de soort is, als Pustulopora proboscidea, voor het eerst geldig gepubliceerd in 1838 door Milne-Edwards.